# Воно (фільм, 1989)
«Воно» (рос. «Оно») — російський радянський двосерійний фільм Сергія Овчарова 1989 року, заснований на романі Салтикова-Щедріна «Історія одного міста». У метафоричній і гротескної формі у фільмі передається історія Росії з покликання варягів до кінця XX століття. У фільмі простежується зміна «начальників» повітового міста Глупова, що відрізняються різним ступенем самодурства і відповідним підсумковим кількістю «убієнних» жителів міста. У начальниках міста легко вгадуються колишні глави Російської держави і СРСР. У фільмі задіяний зоряний склад акторів радянського кінематографа.

## Зміст
За мотивами повісті Салтикова-Щедріна «Історія одного міста». У фільмі розповідається історія міста Глупова від початку російської держави у 862 році і до кінця 20 століття. Тут, у Глупові, змінюються управлінці міста, які своїми бездумними і абсурдними рішеннями знищують своїх же городян. У деякому з них помітно очевидний натяк на глав Російської держави і генсеків СРСР.

## Ролі
- Світлана Крючкова — Амалія Карлівна Штокфіш
- Наталя Гундарєва — Клемантінка де Бурбон
- Маргарита Терехова — Анелька Лядоховська
- Олена Санаєва — Іраїда Луківна Палеологова
- Ольга Пашкова — Альона Осипова
- Віра Глаголєва — Пфейферша
- Ірина Мазуркевич — блаженна Аксіньюшка
- Ролан Биков — Петро Петрович Фердищенко
- Леонід Куравльов — Василіск Семенович Бородавкін
- Олег Табаков — Дементій Варламович Брудастий-Органчик
- Юрій Демич — Угрюм-Бурчеєв
- Родіон Нахапетов — Ераст Андрійович Грустилов
- Олег Штефанко — Дмитро Прокоф'єв
- Наталія Лабурцева — секретарка
- Віра Ліпсток — оратор
- Людмила Молокова
- Варвара Шабаліна
- Михайло Пахоменко
- Володимир Кашпур — Байбаков
- Віктор Гоголєв
- Микола Муравйов
- Володимир Нестеров
- Олександр Половцев — юродивий Парамоша
- Віктор Казанович
- Олександр Галибін — юродивий
- Віктор Бичков — Воблушкін
- Василь Корзун
- Олександр Вонтов — інтелігент
- Олексій Зубарєв
- Йосип Кринський
- Валерій Порошин — Богдан Богданович Пфейфер
- В. Прищеп, Юрій Дружинін, Юрій Кузнецов, Юрій Башков, Олександр Естрін, А. Селезньов, Павло Кашлаков, Анатолій Телков, А. Бондаренко, Тамара Тимофієва, Р. Рожин, Надія Карпеченко, Ю. Булгаков, О. Козалетов, В'ячеслав Цой, Л. Багдасаров, Сергій Русскін (Донор), Володимир Насонов, В. Федоров, Л. Жидков, Н. Зав'ялов, О. Єлісєєва, В. Шарапов, Е. Поцеруха, С. Феоктистов, Любов Макєєва, Олександр Васильєв, Сергій Межевков, В. Попов, Валерій Провоторов, А. Скубко, А. Едель, Юрій Орлов (слідчий), Микола Дік (стражник).

## Знімальна група
- Режисер-постановник і сценарист: Сергій Овчаров
- Оператор-постановник: Валерій Федосов
- Художник-постановник: Наталія Васильєва
- Композитор: Сергій Курьохин
- Текст читає: Анатолій Ромашин

## Нагороди
Вища професійна премія конфедерації спілок кінематографістів «Ніка» за 1990 рік «За найкращу роль другого плану» С. Крючкової (1991).

## Цікаві факти
- На плакаті до фільму в числі акторів був помилково зазначений Віктор Цой. Насправді у фільмі знімався В'ячеслав Цой, однофамілець співака.